# Listeria
Genre
Listeria est un genre bactérien de bacilles à Gram positif de la famille des Listeriaceae dont il est le genre type. On y trouve en particulier l'espèce pathogène Listeria monocytogenes responsable de la listériose, infection sévère transmise le plus souvent par voie alimentaire,,.
Les Listeria, nommées d'après Joseph Lister, sont des bacilles de petite taille, mobiles à 20 °C (grâce à des flagelles), gram positif. Toutes les espèces sont catalases positives, non sporulées, et anaérobies facultatives. Ce sont des bactéries ubiquistes qu’on trouve presque partout ; dans le sol, en épiphyte sur les végétaux, l’eau, etc. Très résistantes, elles peuvent survivre aux traitements de nettoyage-désinfection et ainsi persister dans les ateliers de production de l’industrie agroalimentaire.

## Liste d'espèces
Selon la LPSN (9 mars 2025) :
- Listeria aquatica Den Bakker et al. 2014
- Listeria booriae Weller et al. 2015
- Listeria cornellensis Den Bakker et al. 2014
- Listeria cossartiae Carlin et al. 2021
- Listeria costaricensis Núñez-Montero et al. 2018
- Listeria farberi Carlin et al. 2021
- Listeria fleischmannii Bertsch et al. 2013
- Listeria floridensis Den Bakker et al. 2014
- Listeria goaensis Doijad et al. 2018
- Listeria grandensis Den Bakker et al. 2014
- Listeria grayi Errebo Larsen & Seeliger 1966
- Listeria ilorinensis Raufu et al. 2022
- Listeria immobilis Carlin et al. 2021
- Listeria innocua (ex Seeliger & Schoofs 1979) Seeliger 1983
- Listeria ivanovii Seeliger et al. 1984
- Listeria marthii Graves et al. 2010
- Listeria monocytogenes (Murray et al. 1926) Pirie 1940
- Listeria murrayi Welshimer & Meredith 1971
- Listeria newyorkensis Weller et al. 2015
- Listeria portnoyi Carlin et al. 2021
- Listeria riparia Den Bakker et al. 2014
- Listeria rocourtiae Leclercq et al. 2010
- Listeria rustica Carlin et al. 2021
- Listeria seeligeri Rocourt & Grimont 1983
- Listeria thailandensis Leclercq et al. 2019
- Listeria valentina Quereda et al. 2020
- Listeria weihenstephanensis Lang Halter et al. 2013
- Listeria welshimeri Rocourt & Grimont 1983

## Pathogénicité
- La seule espèce de Listeria qui soit pathogène pour l’homme est L. monocytogenes, qui cause la listériose. Elle peut traverser la barrière intestinale (démontré en 2001 par une équipe de l’Inserm) et la barrière placentaire, pouvant alors provoquer des infections – éventuellement mortelles – du fœtus, du nouveau-né, ou des accouchements prématurés[5].
- L. monocytogenes et exceptionnellement L. ivanovii sont pathogènes pour les animaux. Pour L. monocytogenes, on observe un tableau clinique constitué d'encéphalites, d'avortements et de septicémies néonatales. L. ivanovii a été impliquée dans des avortements chez les bovins[6].
- La Listeria avait été notamment à l'origine d'une série d'intoxications entre octobre 1999 et février 2000 qui avait touché 23 personnes, et aboutissant à 7 décès en France[7].

## Listeria et grossesse
Une femme enceinte infectée par une Listeria ne ressent généralement qu’une fièvre passagère, mais Listeria monocytogenes peut traverser le placenta pour atteindre le fœtus qui peut en mourir, de même que le bébé juste après l’accouchement. Plus généralement, la bactérie induit des naissances prématurées et des infections chez le bébé.
Certaines précautions sont donc généralement conseillées aux femmes enceintes en matière d’alimentation et d’hygiène. Il est conseillé de bien laver les fruits et légumes et d'éviter les produits laitiers non pasteurisés ainsi que la viande ou le poisson cru.

## Usage médical de la bactérie contre le cancer
Les Listeria sont des bactéries tumoricides (ou carcinolytiques) comme Clostridium, Salmonella Bifidobacterium, S. Typhimurium et Streptococcus. Elles peuvent tuer directement les cellules tumorales en induisant l'apoptose ou l'autophagie : Clostridium, S. typhimurium et Listeria produisent des exotoxines (comme la phospholipase, l'hémolysine, la lipase) qui endommagent la structure membranaire et les fonctions cellulaires de la tumeur, en induisant l'apoptose ou l'autophagie ce qui programme la mort de la cellule.
Les infections à Salmonella, Clostridium et Listeria favorisent l'élimination des tumeurs en augmentant les cytokines et les chimiokines (protéines régulatrices de la signalisation cellulaire) qui régulent les sites infectés à l'aide de granulocytes et de lymphocytes cytotoxiques (GB qui tuent les cellules cancéreuses).
Les cellules myéloïdes suppressives (MDSC) infectées par Listeria se transforment en un phénotype immunostimulant caractérisé par une production accrue d'IL-12, ce qui améliore encore les réponses des cellules CD8+ T et NK.
Listeria inhibe les tumeurs grâce à la production médiée par la NADPH oxydase (nicotinamide adénine dinucléotide phosphate oxydase) de ROS (espèces réactives de l'oxygène) qui est un processus de signalisation cellulaire qui active les cellules T CD8+ (cellules qui détruisent les tissus cancéreux) qui ciblent les tumeurs primaires.
Actuellement, il n'existe aucun traitement approuvé avec des bactéries génétiquement modifiées. Cependant, des recherches sont menées sur Listeria et Clostridium en tant que vecteurs pour transporter l'ARNi (qui supprime des gènes) pour le cancer colorectal.